# Louis Rimbaud
Pour les articles homonymes, voir Rimbaud (homonymie).
Louis Sextius Rimbaud est un homme politique français, né le 10 février 1774 à Besse (Var) et MORT le 10 janvier 1845 à Brignoles (Var).

## Biographie
Louis Sextius Rimbaud naît le 10 février 1774 à Besse. Il est le fils de Louis Rimbaud, muletier, et de son épouse, Marie Thérèse Castueil.  
Négociant en étoffes à Brignoles, Louis Sextius Rimbaud est proclamé député du Var aux élections du 5 juillet 1831. Le scrutin est toutefois annulé car il n'a obtenu la majorité qu'en ne comptant pas un vote illisible parmi les bulletins exprimés. Son élection est néanmoins confirmée le 8 septembre suivant. 
Lors de son mandat, il siège dans la majorité conservatrice soutenant la Monarchie de Juillet. Cependant, il démissionne le 13 février 1834. 
Conseiller d'arrondissement, il est également maire de Brignoles de 1831 à 1834, puis de 1841 à 1845. Il meurt le 10 janvier 1845 à Brignoles.

## Distinctions
- Chevalier de la Légion d'honneur (14 juillet 1837)[7]